# Juan José Nieto Roig
Juan José Nieto Roig (La Coruña, 1958) es un matemático español, catedrático de análisis matemático en la Universidad de Santiago de Compostela desde 1991 y miembro de la Real Academia Gallega de Ciencias.

## Biografía
Obtuvo su licenciatura en matemáticas en la Universidad de Santiago de Compostela en 1980. Consiguió una beca Fulbright y se trasladó a la Universidad de Texas en Arlington donde trabajó con el profesor V. Lakshmikantham. Recibió su doctorado en matemáticas en la Universidad de Santiago de Compostela en 1983.
Sus intereses en investigación se centran en el ámbito de las ecuaciones diferenciales, el cálculo fraccionario, las ecuaciones difusas y los modelos epidemiológicos.
 Es uno de los matemáticos más citados en el mundo de acuerdo con Web of Knowledge y aparece en la lista de investigadores más citados de Thompson Reuters. Ha ocupado distintos cargos en la Universidad de Santiago de Compostela, como "
 decano en funciones" de la Facultad de Matemáticas y director del Instituto de Matemáticas. También ha participado como editor en diversas revistas matemáticas, siendo editor jefe de la revista Nonlinear Analysis: Real World Applications desde 2009 hasta 2012. En 2016 fue admitido como Académico Numerario de la Real Academia Gallega de Ciencias versando su discurso de ingreso sobre el tema Matemáticas para la complejidad.

## Matemáticas en la sociedad
El profesor Nieto Roig es además una persona totalmente comprometida en la mejora de la visión que tiene las matemáticas dentro de la sociedad, como de su correcta transmisión en los centros escolares así como de su divulgación.